# Ершов, Иван Дмитриевич
Иван Дмитриевич Ершов (1921, Ливенский район Орловской области, Российская Федерация — 1995, город Москва) — советский военный деятель, начальник штаба — 1-й заместитель командующего войсками Киевского военного округа, генерал-полковник. Депутат Верховного Совета УССР 9-го созыва. Член Президиума Верховного Совета УССР 9-го созыва.

## Биография
В Красной Армии с 1938 года, призван Ливенским районным военным комиссариатом Орловской области.
В 1939 году окончил Киевское пехотное училище.
В 1939 — 1940 г. — командир пулеметной роты, в 1940 — командир стрелкового взвода. Участник советско-финской войны 1939—1940 годов.
В 1940 — 1941 г. — командир взвода, командир роты курсантов пехотного училища.
Участник Великой Отечественной войны. С 1942 — начальник штаба стрелкового полка. В 1942 — 1946 г. — помощник начальника 1-го оперативного отделения штаба 173-й стрелковой дивизии.
Член ВКП(б) с 1943 года.
В 1946 — 1948 г. — начальник 1-го отделения штаба отдельной стрелковой бригады.
В 1951 году окончил военную академию имени Фрунзе.
В 1951 — 1955 г. — начальник штаба — заместитель командира стрелковой дивизии 1-го стрелкового корпуса Туркестанского военного округа.
В 1957 году окончил Военную академию Генерального штаба Вооруженных Сил СССР.
В 1957 — 1960 г. — начальник штаба армейского корпуса Одесского военного округа. В 1960 г. — начальник штаба армии.
В 1960 — 1967 г. — начальник оперативного управления — заместитель начальника штаба Московского военного округа.
В 1967 — 1969 г. — начальник оперативного управления Главного штаба Сухопутных войск СССР. В 1969 — 1970 г. — начальник оперативного управления — заместитель начальника Главного штаба Сухопутных войск СССР.
В марте 1970 — июне 1977 г. — начальник штаба — 1-й заместитель командующего войсками Краснознаменного Киевского военного округа.
В 1977 — 1982 г. — начальник штаба Гражданской обороны СССР — 1-й заместитель начальника Гражданской обороны СССР.
В 1982 — уволен в запас. Проживал в Москве.
Дочь Ершова Татьяна замужем за известным диссидентом Эдуардом Лозанским.

## Звания
- генерал-майор
- генерал-лейтенант
- генерал-полковник (1977)

## Награды
- четыре ордена Красного Знамени
- орден Трудового Красного Знамени
- орден Красной Звезды
- три ордена Отечественной войны 1-й ст.
- медали